# RJ-Baureihe 654
Die Baureihe RJ 654 sind elektrische Nahverkehrs-Triebzüge von Regiojet für das mit 3 kV Gleichspannung elektrifizierte Netz im Raum Ústí nad Labem. Beschafft wurden die Einheiten speziell für den Vorortverkehr. Sie sind eine zweiteilige Einheit und bestehen aus einem Triebwagen der Baureihe 654 und einem Steuerwagen der Reihe 954.
Die Fahrzeuge entsprechen der Modellreihe Pesa Elf.eu, die auf der Modellreihe PESA ELF basiert.

## Geschichte
Die Elektrotriebwagen entstanden im Jahr 2021 speziell für die Region Ústí nad Labem, wo der Betreiber auf den Strecken unter Oberleitung vorübergehend Dieseltriebwagen der Reihe 628 einsetzen durfte.
Ende 2021 wurden die ersten beiden Fahrzeuge ausgeliefert, mit denen daraufhin auf dem Eisenbahnversuchsring Velim ausführliche Testfahrten durchgeführt wurden. Dabei wurden auch Geschwindigkeiten bis 170 km/h erreicht. Es dauerte noch ein gutes Jahr, bis die Fahrzeuge Ende 2022 für den Probebetrieb mit Fahrgästen freigegeben wurden. Dieser verlief insgesamt positiv. Am 12. Dezember 2022 wurden drei Fahrzeuge für den regulären Einsatz freigegeben. Bis Anfang 2023 wurden dann alle Fahrzeuge in den regulären Einsatz übergeben.
Die Fahrzeuge sollen im Betrieb den Spitznamen Biene Maja haben, ein Beleg dafür ist allerdings nicht vorhanden. Eingesetzt werden sie auf folgenden Linien:
- U1 Děčín – Ústí nad Labem – Most – Chomutov,
- U5 Ústí nad Labem – Úpořiny – Bílina,
- U7 Ústí nad Labem-Střekov – Děčín,
- U13 Most – Postoloprty – Žatec,
- U16 Kadaň předměstí – Chomutov – Jirkov[6]

Bereits Ende 2022 wurden weitere Einheiten für den Betrieb um Prag bestellt. Sie sind für die Linien von Hostivař und Roztoky u Prahy sowie zwischen Vršovice und Běchovice vorgesehen. Ende 2024 sollen die Fahrzeuge ausgeliefert sein.

## Technik
Die Triebwagen haben eine erhöhte Stirnfront und runde Scheinwerfer. Sie sind Mehrsystemfahrzeuge für die im Raum Ústí nad Labem vorhandenen 3 kV-Gleichspannungs- und 25 kV 50 Hz-Wechselspannungsnetze für eine geplante Umstellung des Stromsystemes vorbereitet. 
Der Stromabnehmer befindet sich, wie auch die Umrichtertechnik, im Steuerwagen. Gegenüber der bisherigen Fahrzeuglackierung von Regiojet in Gelb sind die Fahrzeuge in den Farben Grün/gelb gehalten, was dem geforderten Farbschema der Region entspricht.
Die Niederflurfahrzeuge haben eine Fußbodenhöhe von 600 mm über Schienenoberkante. Der Wagenkasten ist voll klimatisiert und besitzt 154 Sitzplätze in der 2. Klasse. Der Innenraum ist mit Steckdosen für 230 V ausgerüstet, und es besteht Internetzugang für WLAN.
Die Fahrzeuge sind Drehstromfahrzeuge. Die Umrichter für die sieben Triebwagen der Einheiten werden von Ingeteam aus Spanien geliefert. Der Lieferumfang für die Fahrzeuge in Ústí nad Labem umfasste 14 Umrichter. Zusätzlich zu Mirel und der Sicherheitsfahrschaltung sind sie mit dem European Train Control System Level 2 ausgerüstet.